# علاج الإعاقة في الولايات المتحدة
لقد تنوعت علاجات الإعاقة على نطاق واسع بمرور الوقت في الولايات المتحدة، ويمكن أن تختلف على نطاق واسع بين الإعاقات، وبين الأفراد.
طوال الثورة الصناعية، كان العديد من الأشخاص ذوي الإعاقة ينتهي بهم الأمر في الملاجئ، وخاصة إذا كانوا يعانون من إعاقات ذهنية، حيث كان هؤلاء الأشخاص يعتبرون غير قابلين للعلاج على الإطلاق. على الرغم من ذلك، خلال هذا الوقت بدأت مدارس الصم والمكفوفين في الافتتاح حيث وجد الناس طرقًا لعلاج الإعاقات الجسدية. لقد أدت الحركات اليوجينية في أواخر القرن التاسع عشر إلى توقف تقدم العلاج بسبب عقلية "البقاء للأصلح" التي تعود إلى نفس الأفكار التي تبناها الرومان والإغريق.
خلال القرن العشرين، بدأت الأفكار اليوغينية في الخروج من الموضة وتم إحراز تقدم نحو فهم ما يسبب الإعاقة. خلال هذا الوقت، توسعت الولايات المتحدة أيضاً مرافق إعادة التأهيل وبدأت حركة الحياة المستقلة، وتدعو الحركة المستقلة إلى أن الشخص المعني بدلاً من أن يعتبر مريضاً على رغبة الطبيب الكامل المعرفة، أن يكونوا مطلعين على البدائل للاختيار الذي هو الأفضل لهم بأنفسهم وفي النهاية في السيطرة على رفاهيتهم. يدافع البرنامج عن أفكار مثل المساعدة الذاتية والدعوة، وتقديم المشورة من أقرانه من الآخرين في حالة مماثلة، وإزالة العقبات البيئية والمواقف الاجتماعية. هذا الموقف يعتبر جذرياً خلال منتصف القرن العشرين عندما تم اقتراحه، ولكن على مر العقود وفي القرن الحادي والعشرين ستبدأ المواقف حول هذا الأمر أيضاً بالتغيير، مما يؤدي إلى اليوم حيث هذا أمر أكثر طبيعية بكثير ويتم استشارة المستهلكين بشكل متزايد في إعادة تأهيلهم.

## القرنين السادس عشر والسابع عشر
في المستعمرات الثلاثة عشر، كان الناس يحملون تقليد الاعتقاد بأن المعاقين هم سحرة، وغالبًا ما كانوا يُحرقون أو يُشنقون. ونظر آخرون إلى الإعاقة باعتبارها رفضًا من الله للمستعمرين، وبشكل عام، كان الناس ينظرون إلى الأشخاص ذوي الإعاقة باعتبارهم عارًا على أسرهم ومجتمعاتهم. مرة أخرى يتمسك بالاعتقاد بأن الإعاقة مرتبطة بالله وتُدار كعقاب. كان يتم الاحتفاظ بالأعضاء ذوي الإعاقة من العائلات الثرية في منازلهم إذا كانوا غير عنيفين، وإذا لم يفعلوا ذلك، يتم إرسالهم إلى ملجأ ويتم التعامل معهم كمجرمين.
لقد تم تحقيق تقدم في العلاج في الولايات المتحدة في وقت مبكر عند افتتاح أول مستشفى استعماري في فيلادلفيا في عام 1752، على الرغم من افتقار جودة الرعاية. تم افتتاح مستشفى ثانٍ في نيويورك عام 1791، بالإضافة إلى افتتاح أول ثلاث مدارس طبية في الولايات المتحدة بين عامي 1760 و1780، وتدريب 3000 طبيب في هذه العملية.

## الثورة الصناعية
خلال الثورة الصناعية، تغيرت حياة الأشخاص ذوي الإعاقة بسبب التحضر ونمو المصانع، وتم بناء المزيد من المستشفيات، ولكن بسبب ظروف العمل في المصانع التي تتطلب أشخاصًا أقوياء وقادرين على العمل، غالبًا ما تم استبعاد الأشخاص ذوي الإعاقة من المشاركة في العمل في المصانع على الإطلاق. واستمرت نوعية الحياة للأفراد ذوي الإعاقة في التحسن، مع افتتاح أول مدرسة أمريكية لتعليم الصم في عام 1817 في هارتفورد بولاية كونيتيكت. على الرغم من التقدم الكبير الذي تم إحرازه في مساعدة الأشخاص ذوي الإعاقات الجسدية، إلا أن المصابين بالإعاقات العقلية لم يحالفهم الحظ، حيث ظل العديد منهم في المؤسسات دون تلقي سوى القليل من العلاج أو بدونه، حيث اعتقد الناس خلال هذه الفترة أن الإعاقات العقلية لا يمكن علاجها. ومع ذلك، بفضل أبحاث دوروثيا ديكس، تم تسليط الضوء على هذا الإساءة وسرعان ما دخلت معالجات أكثر إنسانية حيز التنفيذ. خلال الثورة الصناعية، بدأت مدرسة فكرية أخرى في التشكل: علم تحسين النسل. بعد أن نشر تشارلز داروين كتابه "أصل الأنواع" عام 1859، بدأ مبدأ البقاء للأصلح يتشكل، حيث جادل الناس ضد أي نوع من الرعاية الاجتماعية ليس فقط للمعوقين ولكن للفقراء أيضًا، ويجب منعهم من إبادة الأعضاء "الأضعف" في الجنس البشري، "إنقاذه" نتيجة لذلك.

## القرن الثامن عشر
في أمريكا في القرن الثامن عشر، كان الأفراد ذوو الإعاقة يتعرضون في كثير من الأحيان لنفس التهميش الذي تتعرض له مجموعات مثل المجرمين، الأمر الذي أدى إلى تعزيز النظرة العامة غير المواتية للأشخاص ذوي الإعاقة الجسدية والنمو. كان القرن الثامن عشر وقتًا للفهم الجديد والفضول الفلسفي للأشخاص ذوي الإعاقة؛ وتحولًا في النظرة العامة الشائعة للإعاقة. مهد هذا النهج الجديد الطريق للعلاجات الطبية المستقبلية، والاكتشافات العلمية، والمؤسسات الطبية الجديدة التي أدت إلى علاجات طبية مفيدة وغير أخلاقية. ستستمر هذه المؤسسات الخاصة بالمعاقين عقليًا في النمو في شعبيتها حتى يومنا هذا، مع العديد من التعديلات والفهم الجديد لكيفية علاج الإعاقة. قبل هذه الفترة من الزمن، كان الرأي العام حول الإعاقة يُشار إليه غالبًا باسم "وقت الارتباك"، وهو ما يعكس الافتقار إلى الفهم والأساليب العلمية لتصنيف وعلاج الإعاقات العقلية والجسدية. كانت التصنيفات الدقيقة للإعاقات التنموية في ذلك الوقت محدودة، مما أدى إلى عدم وجود تمييز بين ما يعتبر مرضًا عقليًا في القرن الحادي والعشرين و" الإعاقة الفكرية " خلال القرن الثامن عشر.

### الإعاقات العقلية والتنموية

#### المؤسسات والملاجئ

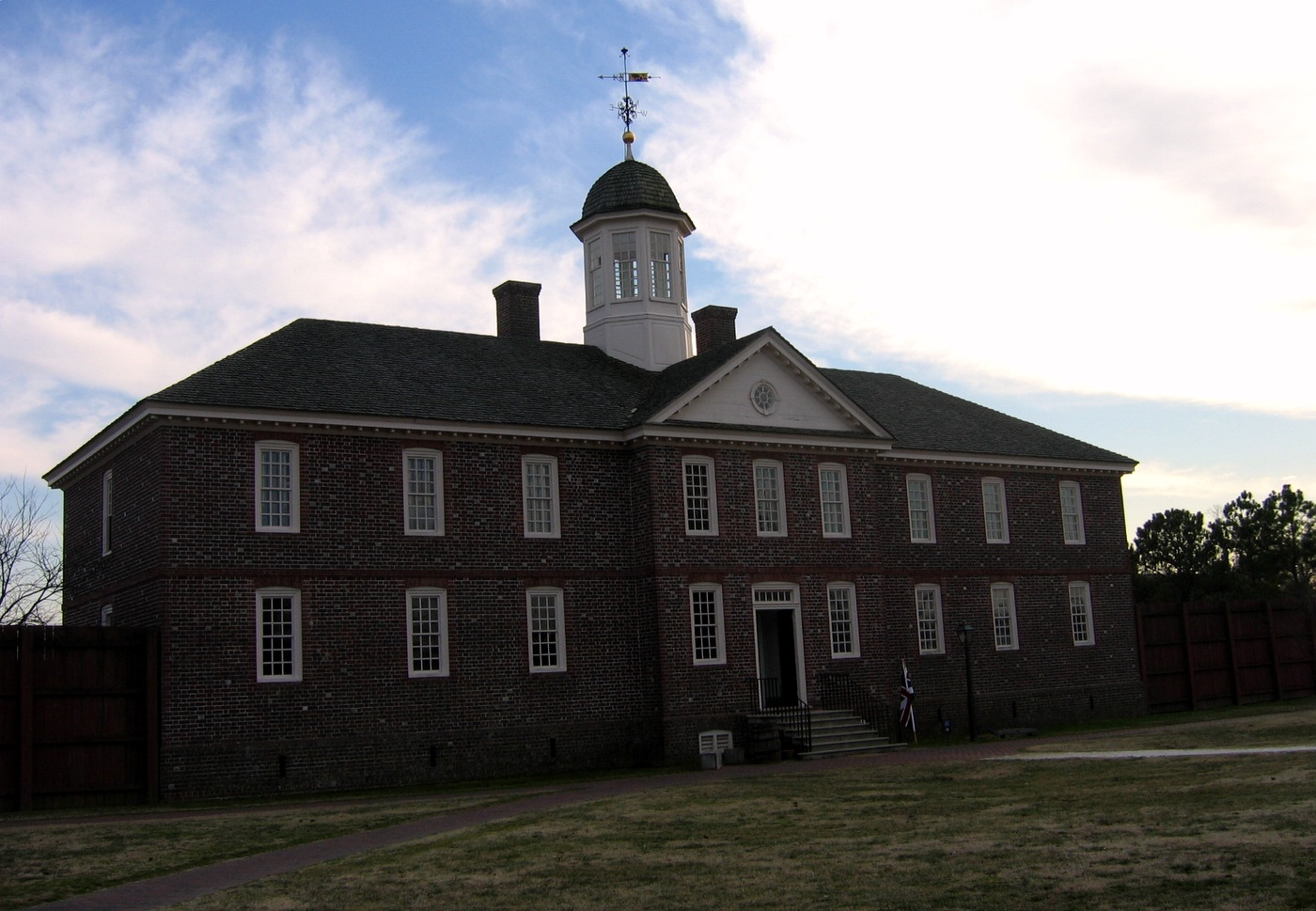
مستشفى الولاية الشرقية 1

في فترة الاستعمار الأمريكي وكذلك في أوائل الثورة الصناعية، ظهر علاج طبي جديد لـ " المصابين بالجنون السريري" أو " المتخلفين عقليًا"؛ التصنيفات الطبية التي لا تُستخدم في الطب النفسي في الوقت الحاضر. خلال الفترة من ستينيات إلى ثمانينيات القرن الثامن عشر، تم بناء العديد من كليات الطب؛ لتصبح أول كليات الطب في الولايات المتحدة. ويمكن ملاحظة الاهتمام المتزايد بالعلاجات الطبية والأدوية خلال هذه الفترة. وكان مستشفى الولاية الشرقي في ويليامزبيرج بولاية فرجينيا، والذي تأسس عام 1773، مثالاً على هذا الاهتمام. يتم الاحتفال بهذا المستشفى لكونه أول مؤسسة عامة في الولايات المتحدة تم تشكيلها لغرض وحيد وهو رعاية الأشخاص ذوي الإعاقة الذهنية، وأولئك الذين يواجهون ما يمكن اعتباره مرضًا عقليًا في العصر الحديث. قبل بناء هذا المستشفى، كانت مؤسسات مثل مستشفى بنسلفانيا الذي أسسه الدكتور توماس بوند وبنجامين فرانكلين في عام 1751، أمثلة أخرى على التقدم في الطب النفسي والطب في الولايات المتحدة. كانت معظم المؤسسات الطبية في ذلك الوقت المخصصة للمرضى "المختلين عقليًا" تفتقر إلى الرعاية الطبية المناسبة؛ وهو ما يعكس تطور الرعاية النفسية خلال القرن الثامن عشر. المصطلحات المستخدمة في القرن الثامن عشر وأوائل القرن التاسع عشر.

#### الشنق والاضطهاد
كان الأشخاص ذوو الإعاقة الذهنية في المستعمرات الأمريكية المبكرة يتعرضون للاضطهاد في معظم مجالات الحياة. عادةً ما يكون لدى الأشخاص ذوي الإعاقة الفكرية الذين ولدوا في أسر ثرية تجربة مختلفة في الحياة عن أولئك الذين لم يولدوا في أسر ثرية، على الرغم من أن ذلك يعتمد على اختيارات أسرهم التي تؤثر على نوعية حياتهم. بالنسبة لأولئك الذين ولدوا في عائلات غنية، فإن معظم المعاقين ذهنيًا أو المصابين بأمراض عقلية يعيشون داخل منازلهم بشكل حصري تقريبًا. إذا أظهر شخص مريض عقليًا أو معاقًا سلوكيات عنيفة، فسيتم التعامل معه عمومًا بنفس الطريقة التي يتم بها التعامل مع المجرمين، حيث يكون السجن عقوبة شائعة لهذا السلوك. كان الرأي العام المتوسط في ذلك الوقت حول الإعاقة هو أن تحدياتهم العقلية أو إعاقتهم كانت عقابًا من الله، وكانت الإعاقة تعتبر مخزية إذا أظهر أحد أفراد الأسرة مثل هذه السلوكيات. كان حرق الساحرات أو تعليقهن على المحك باعتبارهن " ساحرات " أمرًا شائعًا في أوقات سابقة، مثل محاكمات الساحرات في سالم عام 1692،. وبنفس الطريقة، حدثت عمليات طرد الأرواح الشريرة بشكل رئيسي في القرون اللاحقة. أصبحت عملية طرد الأرواح الشريرة، وهي عملية طرد الشياطين من جسد الإنسان، شائعة في السنوات اللاحقة. إن عدم التمييز بين المعتقدات الدينية والعلمية أدى إلى المزيد من الاضطهاد للأشخاص ذوي الإعاقة.

#### العلاجات الطبية

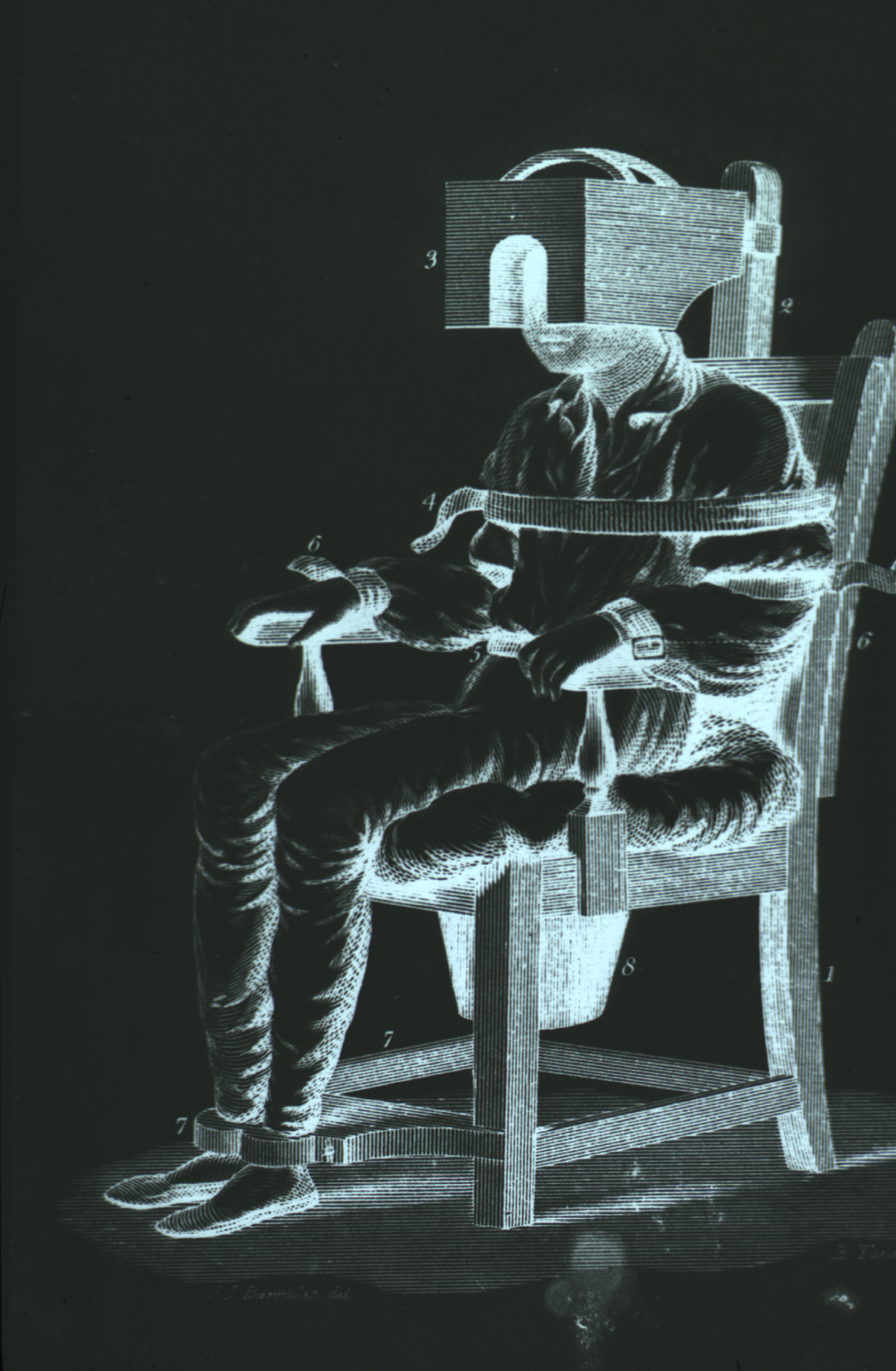
كرسي بنجامين راش المهدئ

على الرغم من أن المؤسسات المخصصة للمرضى العقليين والمعاقين ذهنيًا بدأت تكتسب شعبية، واستمرت في القرن التاسع عشر؛ كانت هناك أيضًا أشكال مبتكرة جديدة من العلاج للأشخاص ذوي الإعاقة خلال هذا الوقت. على الرغم من الابتكار الطبي خلال القرن الثامن عشر، إلا أن العديد من المتخصصين في المجال الطبي لم يتلقوا التدريب الكافي؛ أو كانوا يتدربون ذاتيًا في مجال عملهم. وبسبب هذا، كانت الإجراءات الطبية مثل إراقة الدماء، حيث يتم نزف الدم عن عمد من جزء من جسم الشخص لعلاج المرض أو الجنون، شائعة. كانت الإجراءات الطبية مثل إراقة الدماء شائعة في أوروبا في العصور الوسطى ولكنها كانت واضحة أيضًا في الولايات المتحدة في القرن الثامن عشر. كان "الكرسي المهدئ" الذي اخترعه الدكتور بنجامين راش في أواخر القرن الثامن عشر شكلاً جديدًا من أشكال العلاج لـ"المصابين بالجنون سريريًا". صُمم هذا الكرسي لتنظيم الدورة الدموية في الدماغ، والذي كان يُعتقد أنه يؤثر إيجابًا على مستويات "الجنون" لدى المرضى. على عكس معتقدات العلماء السابقين بأن الإعاقة والاستحواذ الشيطاني مرتبطان، دعا الدكتور بنيامين راش إلى معاملة المعاقين ذهنيًا أو المرضى عقليًا على أنهم مضطربون، بدلاً من النظر إلى العلاقة من خلال عدسة خرافية ودينية.

### الإعاقات الجسدية

#### العمال المصابين
بدءًا من الثورة الصناعية عام 1760، أدت ساعات العمل الشاقة والطويلة إلى إصابة العديد من الأشخاص أثناء العمل. وقد أدت بعض هذه الإصابات إلى الإعاقة؛ أو عدم القدرة في هذه الحالة على مواصلة عملهم بشكل فعال. علاوة على ذلك، تم فصل غالبية "العمال المصابين" المعاقين من وظائفهم. لقد نصت قوانين تعويض العمال التي صدرت في أواخر القرن العشرين على التعويض والمساعدة في العودة إلى العمل إذا تعرض الشخص لإصابة في مكان عمله. بدون هذا القانون، لم يحصل العمال الذين أصيبوا بإعاقة حديثًا في أواخر القرن الثامن عشر إلى أوائل القرن التاسع عشر على أي تعويض عن إصاباتهم المرتبطة بالعمل. في معظم الحالات، يفوز أصحاب العمل إذا تم رفع دعوى قضائية بسبب قوانين " الإهمال المساهم " و" افتراض المخاطر " الموجودة. وقد نصت هذه القوانين على أن الشخص كان مسؤولاً عن إصابته لأن إهماله أدى إلى الإصابة، فضلاً عن أنه كان على علم بالمخاطر المحتملة لظروف العمل.

#### تطور التعليم
لقد أدى عصر التنوير الأمريكي إلى ظهور أفكار جديدة ومبتكرة فيما يتعلق بالإعاقة. لقد روج فلاسفة مثل جان جاك روسو لفكرة مفادها أن تعليم الأطفال يكون أكثر فعالية إذا تعلموا بالسرعة التي تناسبهم، مع الحد الأدنى من التدخل. إلى جانب هذه الأفكار الجديدة حول التعليم، ظهر تعليم للصم والمكفوفين. وقد استمر هذا الاتجاه حتى يومنا هذا، ولا سيما في القرن التاسع عشر مع الإصلاح التعليمي الكبير للصم والمكفوفين. على الرغم من عدم معرفة الكثير عن تعليم الصم والمكفوفين قبل القرن التاسع عشر، إلا أنه من الممكن ملاحظة حالات تعلم الطلاب الصم والمكفوفين التواصل من خلال إشارات اليد على أذرعهم في وقت مبكر من القرن الخامس عشر.

## القرن التاسع عشر
لقد تغيرت المواقف تجاه الإعاقة في أمريكا في القرن التاسع عشر بسبب إعادة تصنيف معايير الإعاقة التي بدأت في أوروبا مع جان إتيان دومينيك إسكيرول، فضلاً عن تأثيرات الصحوة الكبرى الثانية، وهي إحياء ديني بروتستانتي أنتج إصلاحات على عدة جبهات، والتي تضمنت معاملة المعاقين في أمريكا. لقد اتسع نطاق الإعاقة في الرأي العام في أمريكا خلال هذا الوقت إلى ما هو أبعد من ظهورها السابق، مما أدى إلى التدقيق في معاملة المعاقين ودفع إلى ظهور " المعاملة الأخلاقية "، والتي تضمنت رعاية أكثر إنسانية وأدت إلى ظهور اللجوء.

### الإعاقات العقلية والتنموية
أصبحت رعاية المعاقين، والتي كانت تتولاها عادةً دور رعاية الفقراء التي تديرها مجتمعات فردية (والتي كانت غالبًا مكتظة وغير صحية)، مسؤولية الحكومة بدءًا من أوائل القرن التاسع عشر مع إنشاء المؤسسات العقلية. على الرغم من أن أول ملجأ أمريكي، وهو مستشفى الولاية الشرقية، تأسس في عام 1773، إلا أن شعبية المؤسسات كعلاجات للإعاقات العقلية ارتفعت بشكل جدي في منتصف القرن التاسع عشر جنبًا إلى جنب مع الإصلاح الاجتماعي الذي جلبته الصحوة الكبرى الثانية.

#### ملجأ الأصدقاء
تم تأسيس مستشفى الأصدقاء في عام 1814 خارج فيلادلفيا من قبل مجتمع الكويكرز باعتباره أول مستشفى للأمراض النفسية يديره القطاع الخاص في الولايات المتحدة، وكان أول مؤسسة تم بناؤها خصيصًا لتنفيذ برنامج العلاج الأخلاقي. وقد جسدت هذه الفلسفة من خلال موظفيها من المواطنين المتطوعين بدلاً من الاقتصار على المتخصصين الطبيين. كان تفاني ملجأ الأصدقاء لفلسفة العلاج الأخلاقي مؤثرًا على ثقافة المؤسسات الخاصة بالمعوقين عقليًا طوال القرن التاسع عشر، مما أدى إلى نشر فكرة العلاج الأخلاقي في العديد من المؤسسات الأخرى في ذلك الوقت.

#### خطة كيركبرايد
اتبعت العديد من المؤسسات العقلية خلال منتصف القرن التاسع عشر خطة كيركبرايد التي وضعها الدكتور توماس ستوري كيركبرايد. اكتمل بناء مستشفى كيركبرايد، معهد مستشفى بنسلفانيا، في عام 1859 وتم بناؤه بناءً على فلسفته حول علاج المعاقين. وكانت الخطة بمثابة نموذج لتخطيط المؤسسات والعلاجات التي ينبغي أن تقدمها. يتضمن نموذج كيركبرايد مستشفى لا يتسع لأكثر من 250 مقيمًا، مع مبنى رئيسي بأجنحة مترامية الأطراف تحتوي على قاعات محاضرات وفصول دراسية وورش عمل واستوديوهات حيث يمكن للمقيمين قضاء وقتهم. كان كيركبرايد يعتقد بقوة أن المؤسسات يجب أن تقع في أماكن ريفية هادئة بعيدًا عن البيئات المزعجة ويجب أن تكون محاطة بالحدائق للقضاء بشكل أكبر على التوتر من محيط المرضى.

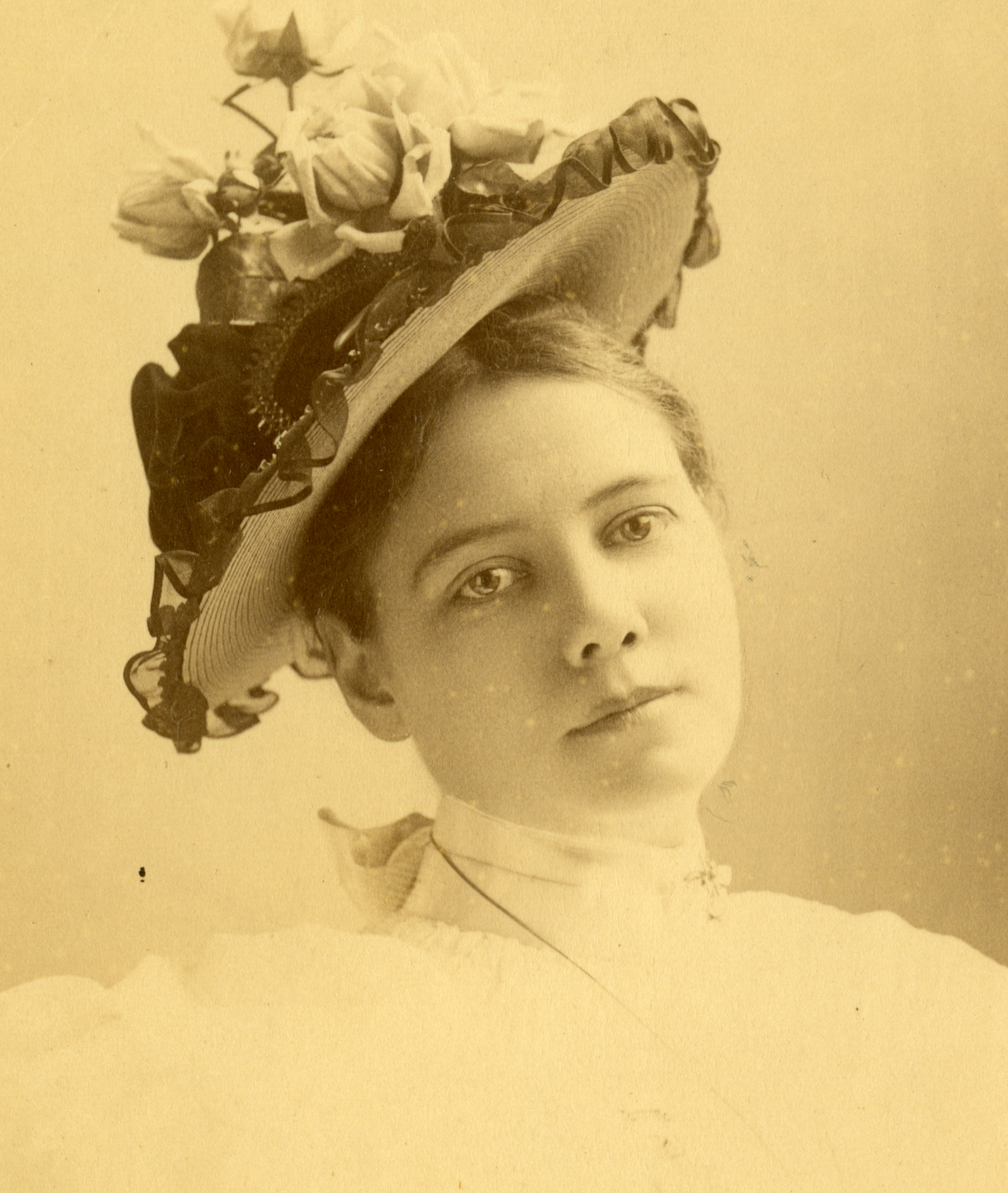
إليزابيث كوكرين (نيللي بلي)

أصبحت جزيرة بلاكويل، التي تُعرف الآن بجزيرة روزفلت في مدينة نيويورك، موطنًا لملجأ الأمراض العقلية في مدينة نيويورك في عام 1839، بعد أن كانت الجزيرة تدير سجنًا لمدة سبع سنوات. حظيت المنشأة لاحقًا باهتمام وطني بسبب عمل نيللي بلاي (المولودة باسم إليزابيث كوشران سيمان)، التي كرست نفسها لجناح النساء في عام 1887 تحت اسم نيللي براون لكشف الظروف اللاإنسانية للمؤسسة. نشرت بلي كتابها، عشرة أيام في مستشفى المجانين، في نفس العام، مما أثار تدقيقًا شديدًا في جزيرة بلاكويل بسبب وصف بلي لتجربتها في ظروف غير صحية، ومواجهة الإهمال والإيذاء الجسدي على أيدي الممرضات والمتخصصين الطبيين في بلاكويل. أثار عمل بلي، في ظل تراجع حركة إصلاح علاج الإعاقة في عصر الصحوة الكبرى الثانية، تساؤلات حول الحالة الحقيقية للعلاج في المؤسسات العقلية في جميع أنحاء الولايات المتحدة والتي أصبحت شائعة منذ أوائل القرن التاسع عشر.

#### ملجأ ويلارد للمجانين
تأسس ملجأ ويلارد للمجانين في عام 1869 في نيويورك وأغلق في عام 1995. وقد ضمت المؤسسة العديد من الأفراد المصابين بأمراض عقلية، والصرع، والإعاقات الذهنية، والتأخر الإدراكي، وغالباً ما يستمر هذا الوضع طيلة حياة الشخص. في حين توجد تقارير أكثر سلبية عن إساءة معاملة الأفراد، هناك أيضًا أدلة موثقة من خلال مقابلات تشير إلى أن المنشأة توفر بيئة رعاية من خلال متخصصي الرعاية الصحية، مما يدعم فكرة أن بعض المرضى قد استفادوا أثناء تلقي الرعاية. إن الجمع بين الإهمال الواضح، والإساءة، وسوء المعاملة بشكل عام للأجنحة في مرافق الصحة العقلية الحكومية، والدفع نحو إلغاء المؤسسات، وترويج الأدوية النفسية، أدى إلى فقدان أجنحة الصحة العقلية الحكومية مثل ويلارد للتمويل وإغلاقها.

### الإعاقات الجسدية

#### مدارس للصم والمكفوفين
شهد القرن التاسع عشر انتشار المدارس للصم والمكفوفين، فضلاً عن المدارس للأطفال الذين يعانون من مشاكل حسية أو إعاقات أخرى في جميع أنحاء الولايات المتحدة. كانت هذه المدارس في كثير من الأحيان مصممة على غرار الأنظمة الأوروبية، والتي تضمنت مؤسسة الوطنية للسوردس-موتس، وهي مدرسة للأطفال الصم في باريس. في عام 1817، تم تأسيس ملجأ كونيتيكت لتعليم وتدريب الصم والبكم، والذي أصبح فيما بعد المدرسة الأمريكية للصم، على يد الدكتور ماسون فيتش كوجسويل، ولوران كليرك، والقس توماس إتش جالوديت، الذين درسوا أساليب التدريس الأوروبية لتدريب المكفوفين والصم. لقد أدى إنشاء هذه المدارس للمكفوفين والصم في القرن التاسع عشر إلى تغيير النظرة العامة للإعاقات الجسدية والحسية ونفذت أول الأساليب التعليمية للأطفال ذوي الإعاقة والتي من شأنها أن تشكل الأساس لتعليم الأطفال ذوي الإعاقة الجسدية في الولايات المتحدة في المستقبل.

### الحرب الأهلية

#### البتر

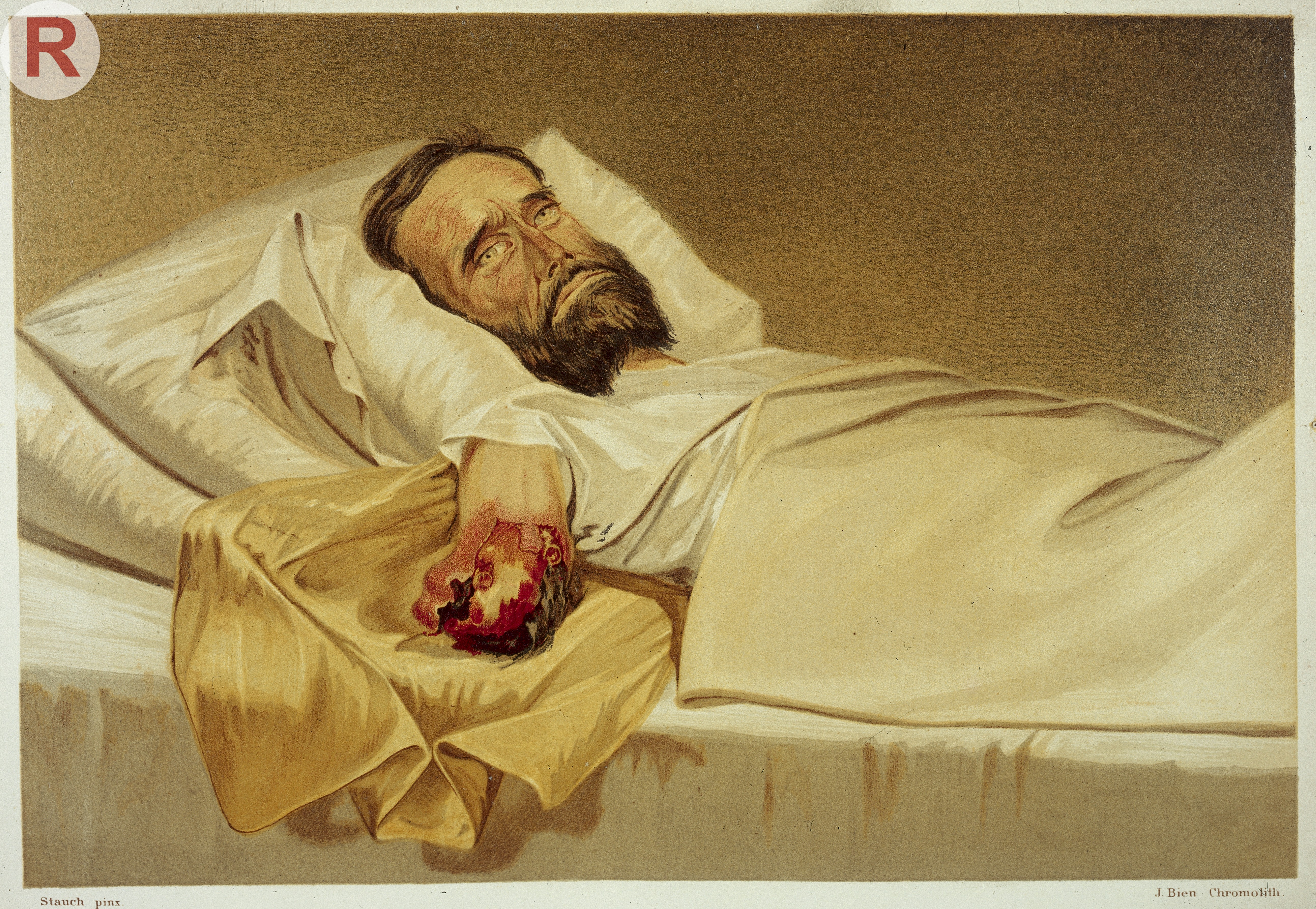
الغرغرينا؛ غرغرينا المستشفى في جذع الذراع ويلكوم L0032206

لقد كان للحرب الأهلية تأثير عميق على معاملة ذوي الإعاقة في الولايات المتحدة. تطلبت الإصابات التي تعرض لها الجنود أثناء المعارك إجراء حوالي 60 ألف عملية بتر، ومثلت عمليات البتر ثلاثة أرباع جميع العمليات الجراحية أثناء الحرب. بحلول نهاية الحرب، أصبحت الولايات المتحدة موطنًا لعدد أكبر من مبتوري الأطراف مقارنة بأي وقت مضى في تاريخها، الأمر الذي تطلب توسع الصناعة والمجتمع لاستيعاب المحاربين القدامى. كان جيمس إدوارد هانجر، الجندي الكونفدرالي الذي فقد ساقه في المعركة، هو من اخترع أول طرف اصطناعي حديث، وأدى ابتكاره إلى ولادة صناعة الأطراف الاصطناعية. خلال الحرب، سُمح لقدامى المحاربين في الاتحاد بمبلغ 50 دولارًا لشراء الأذرع الاصطناعية و75 دولارًا لشراء الأرجل الاصطناعية من قبل الحكومة الفيدرالية استجابة لأزمة البتر، وفي وقت لاحق، في عام 1874، بدأت الكونفدرالية في تقديم مخصصات مماثلة لجنودها.

#### آثار الحرب على الإعاقات العقلية
بالإضافة إلى الإعاقة الجسدية، أدى تأثير الحرب الأهلية على الحالة العقلية للجنود إلى زيادة في اضطرابات ما بعد الصدمة واستجاباتها على مستوى البلاد. على الرغم من أن المتخصصين الطبيين في ذلك الوقت لم يتمكنوا من ربط أعراض اضطراب ما بعد الصدمة (PTSD)، والذي نُشر لأول مرة في الدليل التشخيصي للجمعية الأمريكية لعلم النفس في عام 1980، بسلوك الجنود الذين قاتلوا في الحرب الأهلية، إلا أن المتخصصين الطبيين اليوم لاحظوا الارتباط. كان المحاربون القدامى في الحرب الأهلية يعانون بشكل شائع من الأفكار الانتحارية، مما دفع أكثر من نصف سكان دار قدامى المحاربين في الحرب الأهلية في إنديانا إلى الانتحار، وفقًا لدراسة أجراها إريك تي دين جونيور. كان المحاربون القدامى في الحرب الأهلية أيضًا ضحايا شائعين لجنون العظمة وعانوا من نوبات القلق والعنف. في الفترة التي أعقبت الحرب الأهلية، اعتقد بعض الأطباء أن معاناة المحاربين القدامى كانت مرتبطة بإصابات تؤثر على القلب، وهي حالة أطلقوا عليها اسم "القلب المتهيج" أو "قلب الجندي"، والتي تتميز بالقلق وصعوبة التنفس وسرعة النبض. على الرغم من عدم التوصل إلى استنتاجات دقيقة حول آثار الحرب على الجنود في الفترة التي أعقبت الحرب الأهلية، إلا أن تسجيل أعراض المحاربين القدامى ساهم في الاكتشاف المستقبلي بأن التجارب المؤلمة في زمن الحرب أدت إلى أعراض جسدية وعقلية.

## القرن العشرين
شهد القرن العشرون بعضًا من أهم التغييرات في كيفية معاملة ذوي الإعاقة طبيًا. في أوائل القرن العشرين، تم دمج اختراعات جديدة فيما يتعلق بالعلاج في مراكز العلاج في الولايات المتحدة مثل تقنيات استئصال الفص الجبهي والعلاج المائي. مع اقتراب نهاية القرن، أثرت حركات الإصلاح المتعلقة بحقوق الأشخاص ذوي الإعاقة على خطط العلاج والمستشفيات. لقد تدخلت الحكومة الفيدرالية في تمويل وتوفير فرص أفضل للوصول إلى العلاجات المختلفة. بدأت الولايات المتحدة ككل في التحرك نحو علاجات أكثر أخلاقية طوال القرن العشرين حيث أصبح الأطباء النفسيون وغيرهم من المناصب الطبية المتخصصة في الإعاقات المحددة أكثر تكاملاً مع المستشفيات ومراكز العلاج الأخرى.

### الإعاقات العقلية والتنموية
في القرن العشرين، أصبح من السهل التمييز بين الإعاقات العقلية والأمراض العقلية ومعالجتها بشكل مختلف. ومع ذلك، تم إنشاء بعض العلاجات المذكورة لعلاج العديد من الجوانب المختلفة للدماغ. كانت عملية استئصال الفص الجبهي، والمستشفيات العقلية، وعلاج اضطراب ما بعد الصدمة للمحاربين القدامى طرقًا شائعة لعلاج الإعاقات العقلية خلال القرن العشرين.

#### استئصال الفص الجبهي

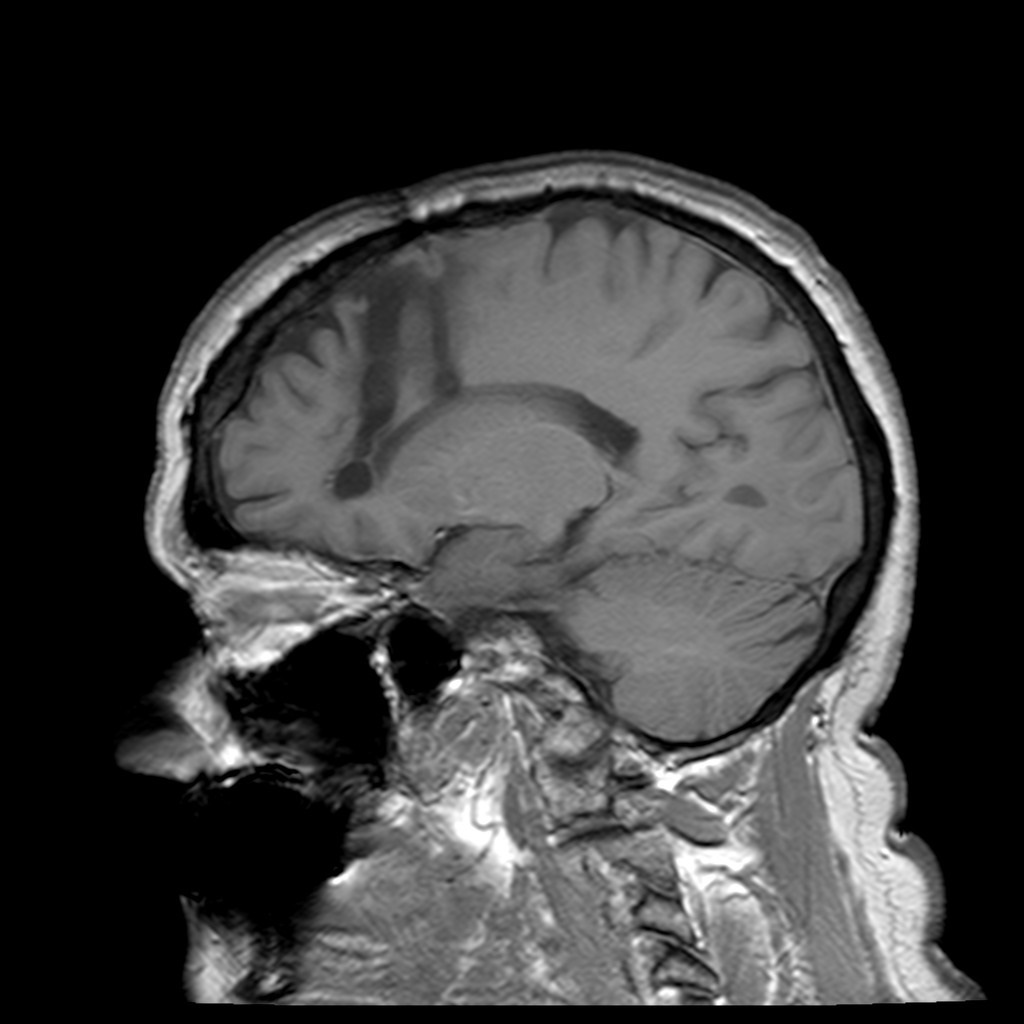
استئصال الصفيحة الجبهي

كان أحد أكثر العلاجات شهرة للدماغ التي ظهرت في القرن العشرين هو عملية استئصال الفص الجبهي، والتي اخترعها طبيب الأعصاب البرتغالي إيجاس مونيز في عام 1935. كانت عملية استئصال الفص الجبهي إجراءً جراحيًا يتم إجراؤه على الدماغ ويستهدف الفص الجبهي، وهو الجزء من الدماغ البشري الذي يتحكم في الاستجابة العاطفية. كان السبب وراء استهداف عملية استئصال الفص الجبهي لهذا الفص على وجه الخصوص هو تقليل التوتر والمشاعر السلبية الأخرى لعلاج الإعاقات.

#### العلاج للمحاربين القدامى
خلال القرن العشرين، بدأت المستشفيات العقلية في التحول بعيدًا عن العلاج الواسع النطاق لأولئك الذين يعانون من إعاقات مختلفة إلى علاج أكثر تحديدًا لكل مريض. وقد برز هذا العلاج المتخصص بشكل خاص بعد الحرب العالمية الثانية عندما اضطر المحاربون القدامى إلى التعامل مع أعراض اضطراب ما بعد الصدمة. ومن الأمثلة على الأماكن التي تلقى فيها المحاربون القدامى العلاج من إعاقاتهم العقلية قسم متخصص في مستشفى ماساتشوستس العام يسمى غرفة زاندر. وتضمنت غرفة زاندر العديد من التقنيات الجديدة لعلاج الإعاقات الجسدية والعقلية للمرضى. تم إرسال العديد من المحاربين القدامى إلى هناك لتلقي العلاج من إعاقاتهم. كان لديهم إمكانية الوصول إلى أخصائيي العلاج الطبيعي والأطباء النفسيين الذين عالجوهم حتى تم إعادة تأهيلهم واستعدادهم للظهور في المجتمع مرة أخرى.

#### العلاج بالصدمات الكهربائية

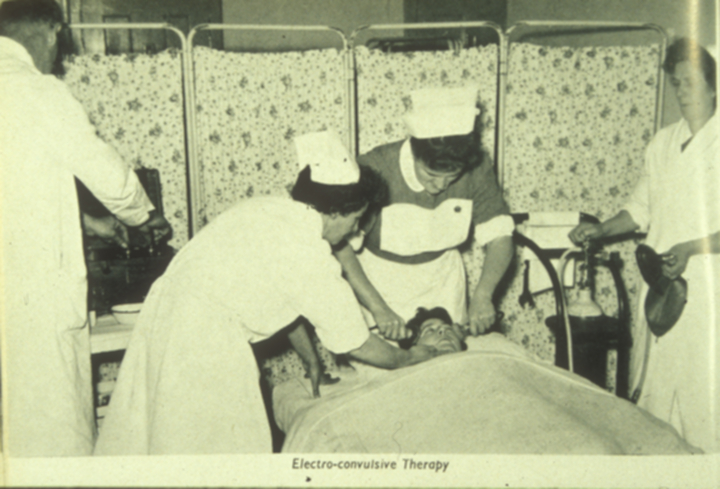
مستشفى وينويك، العلاج بالصدمات الكهربائية، 1957

العلاج بالصدمات الكهربائية أو معالجة بالتخليج الكهربائي باختصار هو علاج طبي يتضمن إرسال تيارات كهربائية عبر الدماغ. تم إنشاء العلاج بالصدمات الكهربائية على يد أخصائيي الأعصاب الإيطاليين أوغو سيرليتي ولوسيو بيني في عام 1938. وانتشر اختراعهم سريعًا إلى أمريكا الشمالية وأصبح ممارسة شائعة في الولايات المتحدة في أواخر القرن العشرين. كان العلاج بالصدمات الكهربائية يستخدم في كثير من الأحيان لعلاج مجموعة واسعة من الإعاقات العقلية. غالبًا ما كان هناك سوء فهم لاضطراب التوحد، واضطراب فرط الحركة ونقص الانتباه، واضطراب الوسواس القهري، وغيرها من الاضطرابات العقلية خلال القرن العشرين، لذلك، عالج معظم الأطباء جميعها بنفس الطريقة من خلال العلاج بالصدمات الكهربائية. تم استخدام العلاج بالصدمات الكهربائية كخطة علاج واسعة النطاق لأولئك الذين يعانون من أي نوع من الهوس. ولم يتم استخدام العلاجات والأساليب العلاجية والأدوية المحددة لكل مرض وإعاقة على حدة بين عامة الناس حتى القرن الحادي والعشرين.

### الإعاقات الجسدية
على غرار علاجات اضطراب ما بعد الصدمة بعد الحرب العالمية الثانية، فإن العديد من الإعاقات الجسدية الناشئة كانت نتيجة للحرب العالمية الثانية. ظهرت العديد من الاختراعات الجديدة لعلاج المحاربين القدامى وغيرهم من المواطنين الأميركيين الذين يعانون من الإعاقات الجسدية بما في ذلك العمى والصمم وبتر الأطراف وغيرها.

#### العلاج المائي
أصبح العلاج المائي علاجًا ناشئًا في القرن العشرين بسبب إمكانية الوصول إليه. العامل الوحيد المتورط في العلاج المائي هو الماء. سيتم غمر المريض ذو الإعاقة الجسدية بالكامل في الماء. كانت النظرية هي أن الماء البارد يسحب الدم من الجزء المريض من الجسم، مما يؤدي إلى شفاء المريض. تم استخدام هذا العلاج المحدد عادةً لعلاج حالات الجلد وكذلك البتر المصاب

#### علاج الصرع
حدثت نقطة تحول في علاج الصرع في عام 1912، عندما اكتشف ألفريد هاوبتمان، وهو طبيب نفسي وأخصائي أعصاب ألماني، خصائص مضادة للتشنجات في الفينوباربيتال. الفينوباربيتال هو دواء يستخدم الآن على نطاق واسع لمنع النوبات لدى المرضى المصابين بالصرع.

#### علاجات الصم
تم اختراع أجهزة السمع الإلكترونية في أوائل القرن التاسع عشر، ولكنها لم تصبح ممارسة شائعة حتى القرن العشرين. نشأت أفكار علاج الصم باستخدام المعينات السمعية من التحسينات التي أدخلها توماس إديسون على تصميم الهاتف في عام 1870. ألهم هذا ميلر ريس هاتشينسون، المخترع الأمريكي، لاختراع أول سماعة أذن إلكترونية في عام 1898. بحلول القرن العشرين، تم تحقيق تقدم في هذه التكنولوجيا الجديدة، وأصبحت طريقة شائعة لعلاج الصم.

### تأثير الحكومة على علاج الإعاقة
كان السبب وراء تمكن علاجات الإعاقة في الولايات المتحدة من تحقيق تطورات كبيرة في القرن العشرين هو تدخل الحكومة. أصبحت حركة حقوق الأشخاص ذوي الإعاقة تحظى بشعبية متزايدة في القرن التاسع عشر، ونتيجة لذلك زاد الضغط على الحكومة لدعم فرص العمل وحقوق الأشخاص ذوي الإعاقة. وردت الحكومة على ذلك بإصدار قوانين لدعم المواطنين ذوي الإعاقة والمساعدة في تطوير العلاجات. وفي الوقت نفسه، أدى احترام قدامى المحاربين في الحرب العالمية الثانية والمواطنين ذوي الإعاقة ككل إلى إصلاحات في العلاجات. ومع ذلك، حدثت العديد من العلاجات المثيرة للجدل خلال القرن العشرين بما في ذلك التعقيم والعلاجات بالصدمات.

#### قانون التعقيم النسلي (1907)
في ولاية إنديانا، أصدر حاكم الولاية قانونًا في عام 1907 يدعو إلى التعقيم غير الطوعي. خلال القرن العشرين، كان هناك رأي شائع مفاده أنه لا ينبغي السماح للأشخاص ذوي الإعاقات العقلية والجسدية الكبيرة بالتكاثر. ومن بين الأشخاص الذين تلقوا هذا التعقيم غير الطوعي "المجرمين، والأغبياء، والمعتوهين، والمغتصبين ".

#### قانون إعادة التأهيل (1973)
تم إقرار قانون إعادة التأهيل لعام 1973 من قبل الحكومة الفيدرالية لإنهاء التمييز في البرامج التي تم تمويلها من قبل الحكومة الفيدرالية. لم يسمح هذا فقط بمزيد من الفرص للأشخاص ذوي الإعاقات الجسدية والعقلية للانضمام إلى القوى العاملة، بل أعطى أيضًا مراكز العلاج المزيد من الموارد لإعادة تأهيل الأفراد. ومنذ ذلك الحين، حدث تقدم سريع في العلاجات.

#### قانون الأمريكيين ذوي الإعاقة (1990)
يعد قانون الأمريكيين ذوي الإعاقة لعام 1990 (ADA) أحد أشهر القوانين المرتبطة بحركة حقوق الأشخاص ذوي الإعاقة لأنه كان مؤثرًا للغاية. وقد غطت العديد من الجوانب المختلفة لحقوق ذوي الإعاقة بما في ذلك التوظيف، والإقامة العامة، وحتى الوصول بشكل أفضل إلى خدمات وعلاجات ذوي الإعاقة. يتضمن العنوان الثاني من قانون الأمريكيين ذوي الإعاقة إمكانية الوصول إلى المساعدات المالية فيما يتعلق بالمستشفيات والعيادات التي تقدم العلاجات والموارد الأخرى، وخاصة للصم.

## القرن الحادي والعشرين
لقد شهد القرن الحادي والعشرون تقدماً كبيراً في علاج الإعاقات، وخاصة فيما يتعلق بالنظر في مجالات الإعاقات الأكبر والأكثر انتشاراً مثل التوحد، واضطراب فرط الحركة ونقص الانتباه، والإعاقات الجسدية، والعديد من الإعاقات العقلية والجسدية الأخرى. بالإضافة إلى ذلك، انخفضت الوصمة الاجتماعية المحيطة بهذه الإعاقات بشكل كبير بمرور الوقت، ويرجع ذلك جزئيًا إلى انتشار وسائل الإعلام المحيطة بالإعاقات.

### العمليات الجراحية
لقد لعبت العمليات الجراحية دوراً هاماً في معالجة الإعاقات، وخاصة فيما يتعلق بالإعاقات الجسدية، سواء كانت وراثية أو نتيجة لحالة سابقة. منذ عام 2000، إنشأت العديد من الإجراءات الجراحية المبتكرة للأشخاص ذوي الإعاقة لتحسين القدرة على الحركة وتخفيف الألم وزيادة الوظائف في أجسام الأشخاص ذوي الإعاقة.

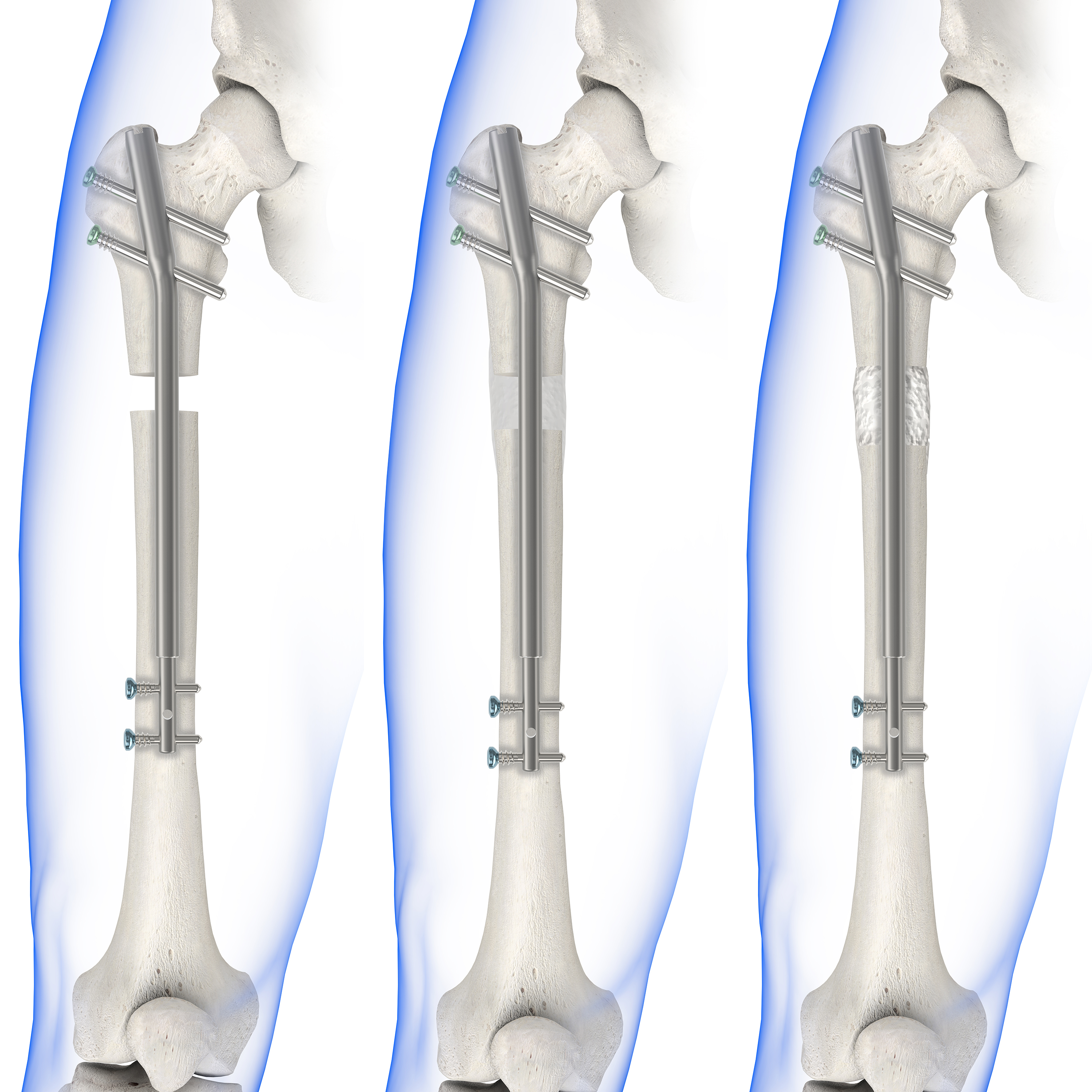
تعمل عمليات إطالة الأطراف على فصل العظام، قبل السماح لها بالنمو مرة أخرى لتصبح بطول أطول.

ومن التطورات الملحوظة في مجال العمليات الجراحية هو في مجال جراحة العظام. وقد تم استخدام تقنيات مثل إطالة الأطراف لأولئك الذين يعانون من حالات مثل التقزم. تتضمن عملية إطالة الأطراف إزاحة تدريجية للعظام لتحقيق طول الطرف المطلوب، مما يوفر لأولئك الذين يعانون من حالات مثل التقزم المزيد من القدرة على الحركة والاستقلال.
بالإضافة إلى ذلك، فإن التقدم في جراحة الأعصاب مكّن من علاج بعض الحالات العصبية المرتبطة بالإعاقات. على سبيل المثال، تم استخدام التحفيز العميق للدماغ (DBS) بشكل متزايد لإدارة أعراض اضطرابات الحركة مثل مرض باركنسون والتوتر العضلي. من خلال زرع أقطاب كهربائية عميقًا في مناطق معينة من الدماغ وتوصيل نبضات كهربائية متحكم بها، يمكن أن يساعد التحفيز العميق للدماغ في تنظيم النشاط العصبي غير الطبيعي، وبالتالي تحسين الوظيفة الحركية وتقليل الإعاقات المرتبطة بالإعاقة.

### الأدوية
لقد شهد المشهد الدوائي تطورات هائلة في علاج الإعاقات من خلال إدخال أدوية وأساليب علاجية جديدة. من الاضطرابات النفسية إلى الحالات العصبية، كانت الأدوية محورية في إدارة الأعراض وتعزيز الرفاهية العامة للأفراد ذوي الإعاقة.
في مجال الصحة العقلية والإعاقات العقلية، أدى ظهور الأدوية النفسية إلى إحداث ثورة في علاج حالات مثل اضطراب طيف التوحد (ASD) واضطراب نقص الانتباه وفرط النشاط (ADHD). وقد تم وصف أدوية مثل مثبطات السيروتونين الانتقائية (SSRIs) ومضادات الذهان غير التقليدية لتخفيف أعراض القلق والاكتئاب والاضطرابات السلوكية المرتبطة عادة بهذه الاضطرابات.
وعلى نفس المنوال، أدى التقدم في العلاج الدوائي إلى توسيع خيارات العلاج للإعاقات العصبية. تم وصف أدوية مثل الميثيلفينيديت والأمفيتامينات على نطاق واسع للتخفيف من أعراض اضطراب فرط الحركة ونقص الانتباه، وتحسين مدى الانتباه، والتحكم في الانفعالات، وفرط النشاط لدى الأفراد المصابين. بالإضافة إلى ذلك، أظهرت الأدوية التي تستهدف اختلالات الناقلات العصبية نتائج واعدة في إدارة أعراض اضطرابات المزاج والضعف الإدراكي المرتبط ببعض الإعاقات. في عام 2002، تم تطوير دواء آخر لعلاج اضطراب فرط الحركة ونقص الانتباه يسمى ستراتيرا، وهو علاج غير منبه لاضطراب فرط الحركة ونقص الانتباه.

#### العلاج والاستشارة والخيارات ذات الصلة
لقد كانت التدخلات العلاجية وخدمات الإرشاد جزءًا لا يتجزأ من علاج الإعاقة، حيث قدمت للأفراد الدعم القيم وتنمية المهارات واستراتيجيات التأقلم للتغلب على التحديات اليومية بشكل فعال.
وقد ظهر العلاج السلوكي، بما في ذلك تحليل السلوك التطبيقي (ABA)، كوسيلة للتدخل بالنسبة للأفراد المصابين باضطراب طيف التوحد. من خلال استخدام مبادئ التعزيز وتعديل السلوك، يهدف تحليل السلوك التطبيقي إلى تعزيز مهارات التواصل والتفاعلات الاجتماعية والسلوكيات التكيفية، وبالتالي تعزيز الاستقلال والحكم الذاتي لدى الأفراد المصابين باضطراب طيف التوحد. ومع ذلك، غالبًا ما يتم انتقاد تحليل السلوك التطبيقي من قبل جماعات الدفاع عن حقوق مرضى التوحد مثل شبكة الدفاع عن الذات التوحدية لعدم فعاليته وكونه مسيئًا في بعض الحالات وكونه غير أخلاقي.
علاوة على ذلك، لعبت العلاج المهني والعلاج الطبيعي دورًا محوريًا في معالجة الإعاقات الجسدية وتعزيز القدرات الوظيفية بين الأفراد ذوي الإعاقة. من خلال التمارين المستهدفة، والتقنيات التكيفية، والأجهزة المساعدة، تهدف هذه العلاجات إلى تحسين القدرة على الحركة والقوة والتنسيق، وتمكين الأفراد من الانخراط في أنشطة الحياة اليومية والمشاركة بشكل أكثر اكتمالاً في المجتمع.
علاوة على ذلك، كانت خدمات الإرشاد والعلاج النفسي مفيدة في معالجة الجوانب النفسية والعاطفية للإعاقة. على سبيل المثال، كان العلاج السلوكي المعرفي فعالاً في مساعدة الأفراد ذوي الإعاقة على إدارة التوتر والقلق والاكتئاب، وتعزيز المرونة وتعزيز الصحة العقلية.

## العلاجات المقترحة والمستقبلية

### توسيع نطاق الأدوية
إن مستقبل الأشخاص ذوي الإعاقة فيما يتعلق بالأدوية يكمن في التقدم في الطب والعلاجات واستخدام العلاج الجيني لتحسين المساعدة وتقليل الآثار الجانبية ومعالجة الاحتياجات المحددة والمباشرة لكل فرد من ذوي الإعاقة باستخدامها. ومن المتوقع أن يتم تحقيق ذلك من خلال المزيد من التقدم في مجال علم الوراثة.
ومن بين الأفكار البارزة التي يجري النظر فيها استكشاف العلاج الجيني وتكنولوجيا التحرير لاستهداف الطفرات الجينية المحددة وخطوط الشفرة الجينية المرتبطة بإعاقات معينة. من خلال تقديم جينات جديدة أو تصحيح الجينات السابقة، تصبح التدخلات القائمة على الجينات ممكنة ولديها القدرة على وقف تقدم المرض وعلاج الأمراض. وتبحث تكنولوجيا مثل كريسبر بالفعل عن طرق لعلاج حالات مثل التليف الكيسي.
ويتطلع مستقبل الأدوية أيضًا إلى التقدم في أنظمة توصيل الأدوية، والتي تشمل أشياء مثل الأجهزة القابلة للزرع والتي تسمح للدواء بالوصول إلى أجزاء معينة من الدماغ، مما يعزز التأثيرات العلاجية مع تقليل الآثار الجانبية التي قد تحدث إذا غطى الدواء الجسم بالكامل. إذا عملت هذه الأنظمة بشكل صحيح، فسوف تحدث ثورة في الطب الحديث وتسمح للأشخاص ذوي الإعاقات العقلية والجسدية بالعيش بجودة حياة أعلى.

### التوسعات الجراحية
يتميز مستقبل التدخلات الجراحية للأشخاص ذوي الإعاقة بالتقدم في الجراحة التي ستكون أقل تدخلاً، مع استخدام الطب التجديدي أيضًا. وباستخدام التكنولوجيا الحيوية وعلم الأحياء الترميمي، يسعى الجراحون إلى إصلاح وتجديد الأنسجة والأعضاء، مما يعمل على استعادة الوظيفة وتحسين نوعية الحياة للأشخاص ذوي الإعاقة.
ومن بين الأساليب المستقبلية التي يتم النظر فيها استخدام تكنولوجيا الطباعة ثلاثية الأبعاد وتكنولوجيا هندسة الأنسجة لصنع غرسات مخصصة للمرضى وأعضاء مصنعة في المختبر لاستعادة الوظيفة وإعادة بناء أي جزء معطل في جسم الإنسان. سيكون هذا مفيدًا بشكل خاص لأولئك الذين عانوا من إصابات مؤلمة، أو ولدوا أو أصيبوا بأمراض تنكّسية. إن العمل على استعادة أو إصلاح هذه الأطراف وأجزاء الجسم المعوقة بالكامل من شأنه أن يعيد الحياة إلى شخص يعاني من حرمان جسده من جودة الحياة الجيدة.
إن استخدام مجال الروبوتات المتنامي باستمرار من شأنه أن يساعد أيضًا بشكل كبير في الجراحة. ستكون الروبوتات ذات الدقة التي تتجاوز قدرة أي إنسان قادرة على المساعدة في العمليات الجراحية، مما يزيد بشكل كبير من فعالية الإجراء. على نفس المنوال، فإن المجالات المتنامية للواقع المعزز من شأنها أن تسمح للبشر بالحصول على تصور محسّن للجراحة، وتطوير طرق لأولئك الذين يتعلمون أن يكونوا جراحين لممارسة الجراحة بشكل فعال في بيئة آمنة، مما سيؤدي بدوره إلى إنشاء جراحين مجهزين بشكل أفضل للمساعدة في إجراء العمليات الجراحية التي تغير الحياة.